# Sankt Nicolai kyrka, Örebro
Sankt Nicolai kyrka eller Nikolaikyrkan är en kyrkobyggnad belägen i centrala Örebro, på den högsta punkten av den rullstensås på vilken Örebro är beläget. Kyrkan avgränsar Stortorget i väster. 
Nikolaikyrkan är församlingskyrka för Örebro Nikolai församling i centrala staden. Kyrkan och församlingen tillhör Örebro kontrakt i Strängnäs stift i Svenska kyrkan.
Länge kallades kyrkan för Örebro kyrka, eftersom det bara fanns en kyrka i Örebro före sekelskiftet 1900.
Kyrkan är helgad åt Sankt Nikolaus, sjöfararnas och handelsidkarnas skyddspatron.

## Historia
En upptecknad muntlig tradition från 1600-talet gör gällande att det var köpmän från Lübeck i Tyskland som lät bygga kyrkan. Den började byggas under andra hälften av 1200-talet, men stod sannolikt inte färdig förrän i mitten av 1300-talet. Det finns romanska stildrag i de äldsta delarna, men under byggnadstiden gjorde sig en modernare stil gällande, och därför är den gotiska stilen påfallande i de yngre delarna.
Äldst är korpartiet från omkring 1275–1300. Det andra byggnadsskedet (från 1300-talets början) visar inflytande av höggotik från Uppsala domkyrka och Skara domkyrka. Stora delar av kyrkan är byggd i närkeskalksten. Från början bestod kyrkan av ett treskeppigt långhus, ett tvärskepp, ett treskeppigt rakslutet kor, och en sakristia.
Under första delen av 1400-talet tillkom dels tornet, dels ett kapell på norra sidan, omedelbart väster om sakristian. Kapellet kom att kallas Längbrokyrkan, eller "bonnakurn", eftersom folket från Längbro församling, i brist på egen kyrka, fick fira gudstjänst i S:t Nikolai.
Tornet byggdes av gråsten i nedre delen och av tegel med blinderingar i de

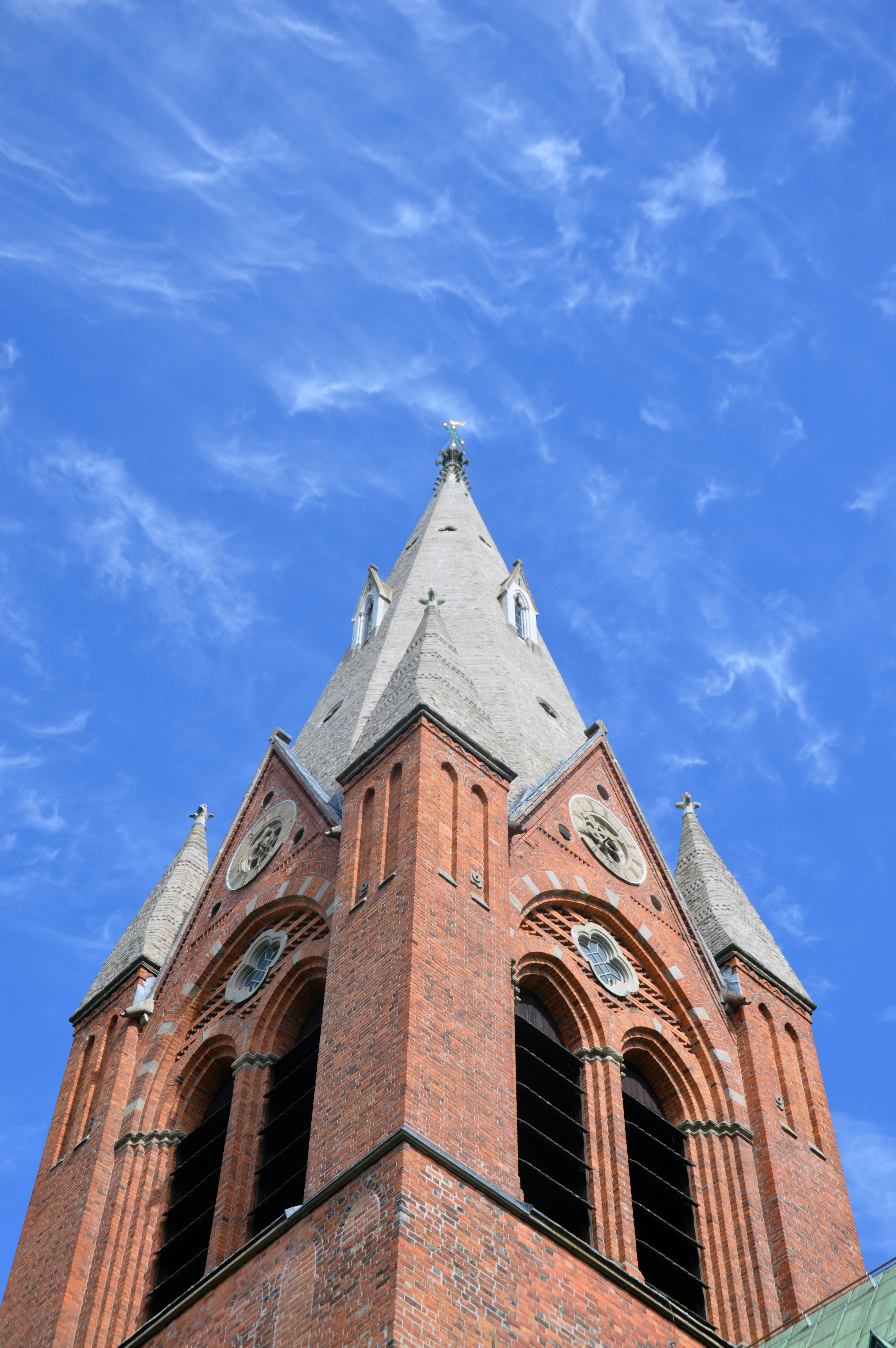
Tornspiran.

n övre. En spira, restes 1585 av Per Hanson Tornbyggare. År 1643 antändes tornet av åskan. Ett nytt torn upprestes 1660–63 av Anders Larsson Tornresare. Den ersattes på 1770-talet av en låg, plåtklädd och lanterninkrönt huv, ritad av Carl Fredric Adelcrantz. Sitt nuvarande utseende och tornspira fick kyrkan under den stora restaureringen  1863–1900 då kyrkans gotiska stil framhävdes. Restaureringsförslaget hade gjorts av Carl Georg Brunius och fullföljdes av Axel Herman Hägg och lektor Adolf Kjellström. I samband med denna restaurering byggdes kapellet om, och kom därefter att kallas Engelbrektskapellet, då man tror att Engelbrekt Engelbrektsson kan ha begravts där.
Senare renoveringar har skett dels 1936 under ledning av arkitekt Erik Fant, och dels 1962–64 efter ritningar av arkitekten Kurt von Schmalensee. Den senaste renoveringen skedde 1979–80.
Enligt sägen skall kyrkan varit byggd år 1111, och en tavla med årtalet skall ligga under golvet i koret. Sist den skall ha setts skall ha varit början av 1800-talet.

## Inredning
- Den praktfulla altaruppsatsen i barock tillkom 1661 och är ett verk av skulptören Markus Hebel.

- Predikstolen av Eric Grate från 1939 är utförd i granit.
- Målning av Pehr Zetterberg: Kristus på korset (kopia efter Peter Paul Rubens), skänkt 1786
- Kyrkan har fyra klockor, gjutna 1780 av Olof Kjulander i Örebro. Storklockan har gjutits om 1880 och 1910, och lillklockan 1782.

### Orglar
- Kyrkans första kända orgel byggdes 1630.
- 1661 byggde Göran Spett en orgel med 4 bälgar för 3300 daler kopparmynt. Orgeln hade ett flertal gånger reparerats. Den största reparationen skedde 1717.[3]

| Huvudverk c-a2  | Ryggpositiv c-a2 | Pedal c-c1    |
| Gedackt 16'     | Gedackt 8'       | Untersats 16' |
| Principal 8'    | Kvintadena 8'    | Oktava 8'     |
| Gedackt 8'      | Principal 4'     | Oktava 4'     |
| Oktava 4'       | Kvinta 3'        | Raushkvint 2' |
| Decima 4'       | Oktava 2'        | Mixtur IIII   |
| Kvinta 3'       | Mixtur III       | Trumpet 8'    |
| Oktava 2'       |                  | Basun 16'     |
| Scharf III      |                  |               |
| Sesquialtera II |                  |               |
| Trumpet 8'      |                  |               |
| Fogelsång 6     |                  |               |

- 1818 byggde Jonas Fredric Schiörlin, Linköping en orgel med 33 stämmor.
- 1845 byggde Pehr Zacharias Strand, Johan Blomqvist och Anders Vilhelm Lindgren, Stockholm en orgel med 26 stämmor, två manualer och pedal.
- 1867 byggde Erik Adolf Setterquist, Örebro, en orgel. Setterquist gjorde sin vana trogen förbättringar utom kontraktet så han gick med förlust. I februari 1868 anordnade därför organisten Carl Johan Lewerth, Örebro, en förmånskonsert där pengarna oavkortat skulle gå som kompensation till Setterquist.[4]
- 1923 byggde E A Setterquist & Son, Örebro en orgel med 45 stämmor, tre manualer och pedal.
- Nuvarande huvudorgel är byggd 1970 av Troels Krohn vid Frederiksborg Orgelbyggeri, Hilleröd, Danmark efter ritningar av Eppo Rynko Ottes och har 39 stämmor.

#### Kororgel
- 1966 byggde E A Setterquist & Son Eftr., Örebro en kororgel med 7 stämmor. Orgel såldes till Silbodals kyrka.
- 1978 byggde Grönlunds Orgelbyggeri AB, Gammelstad en mekanisk kororgel.

| Manual \|width=160\|Pedal |         |
| Gedackt 8'                | Bihängd |
| Rörflöjt 4'               |         |
| Principal 2'              |         |
| Sifflöjt 1'               |         |
| Rankett 16'               |         |

- Den nuvarande kororgeln är byggd 2007 av Robert Gustavsson, Härnösand.

#### Diskografi
- Orgel i Norden / Arnér, Gotthard, orgel. LP. Proprius PROP 7755. 1976.
- Orgel på folkton / Arnér, Gotthard, orgel. LP. Proprius PROP 7754. 1976.

## Bilder

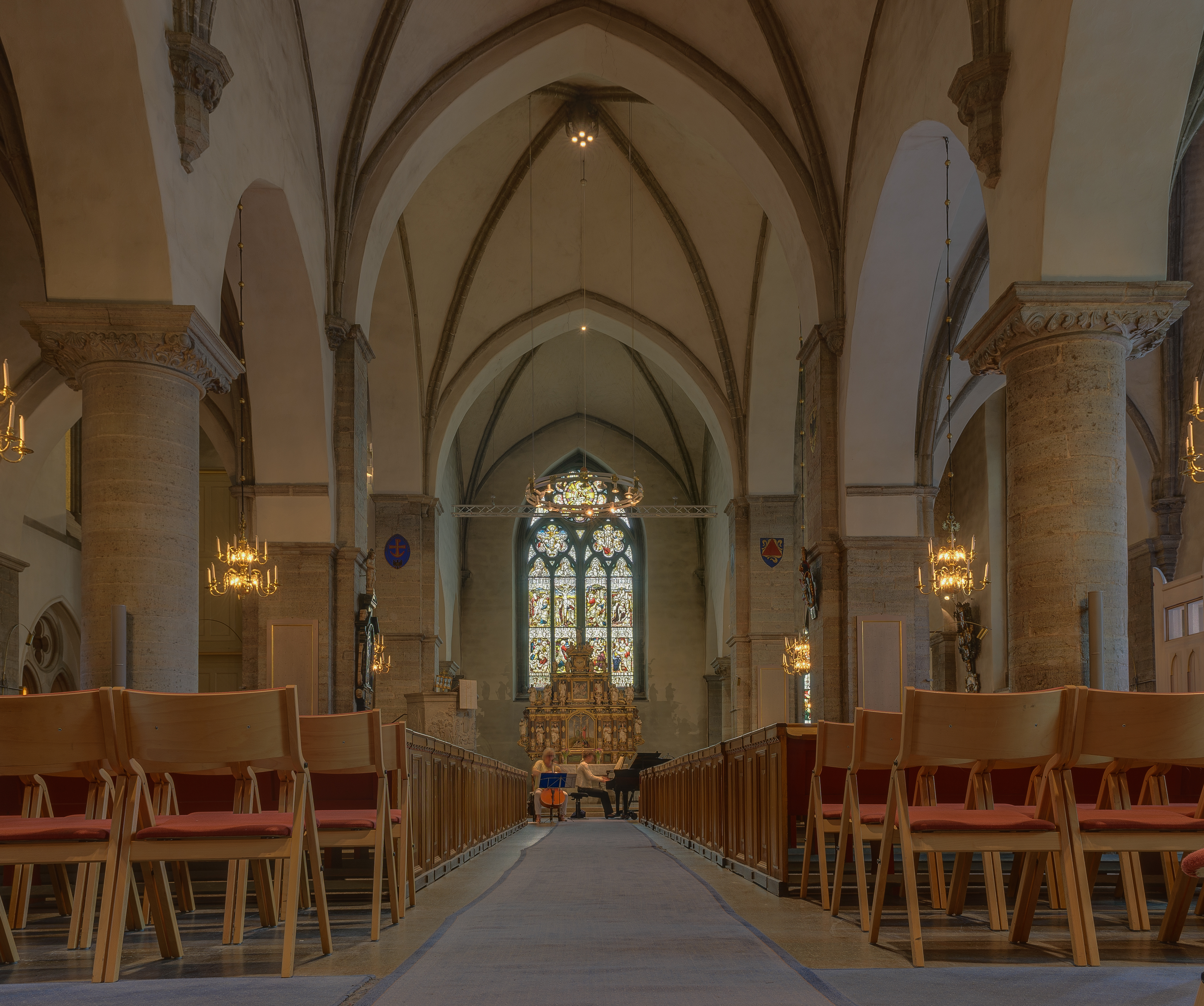
Kyrkans interiör mot altaret.
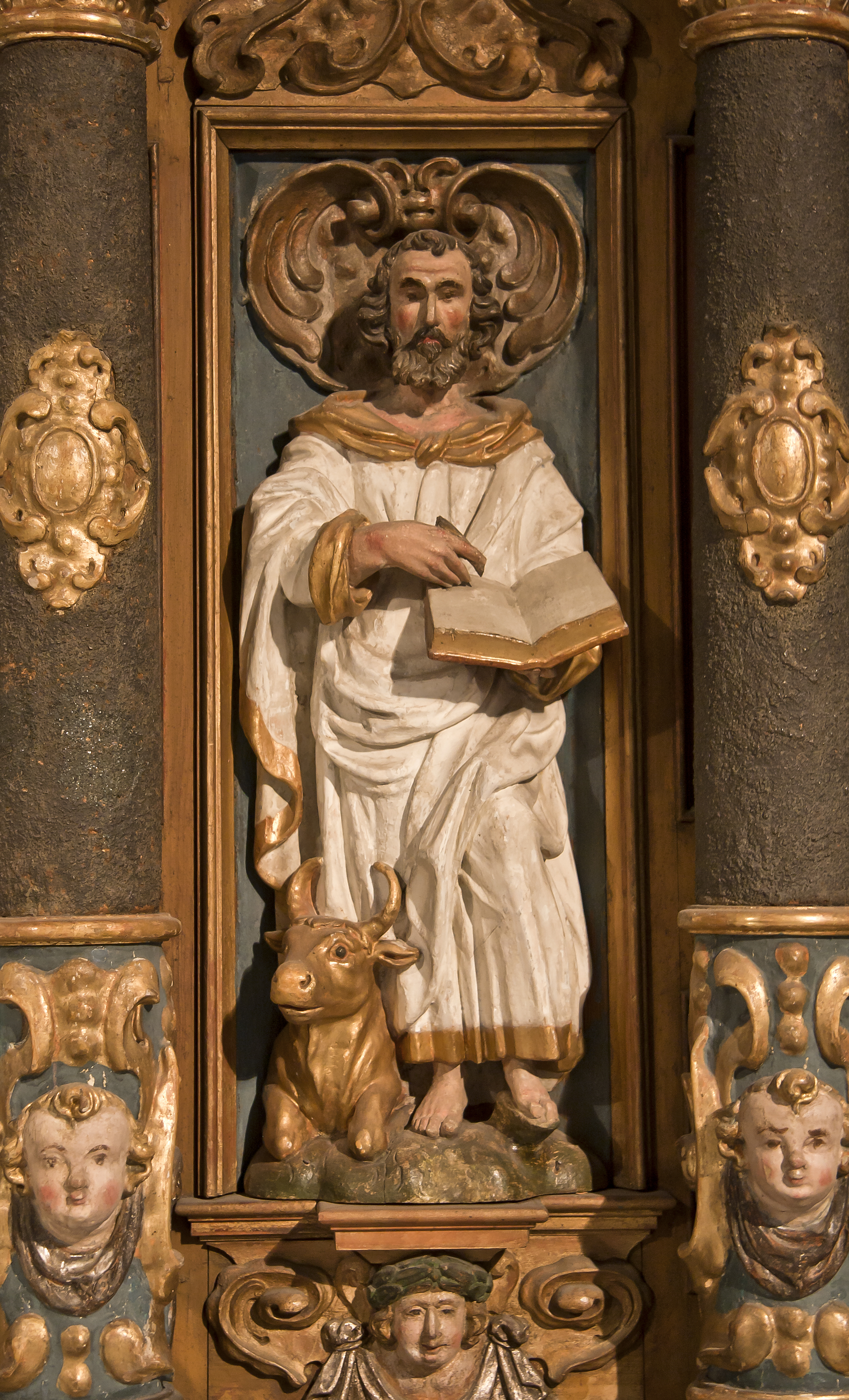
Evangelisten Lukas, en detalj på altaruppsatsen. Fler bilder av altaruppsatsen finns på Wikimedia Commons.
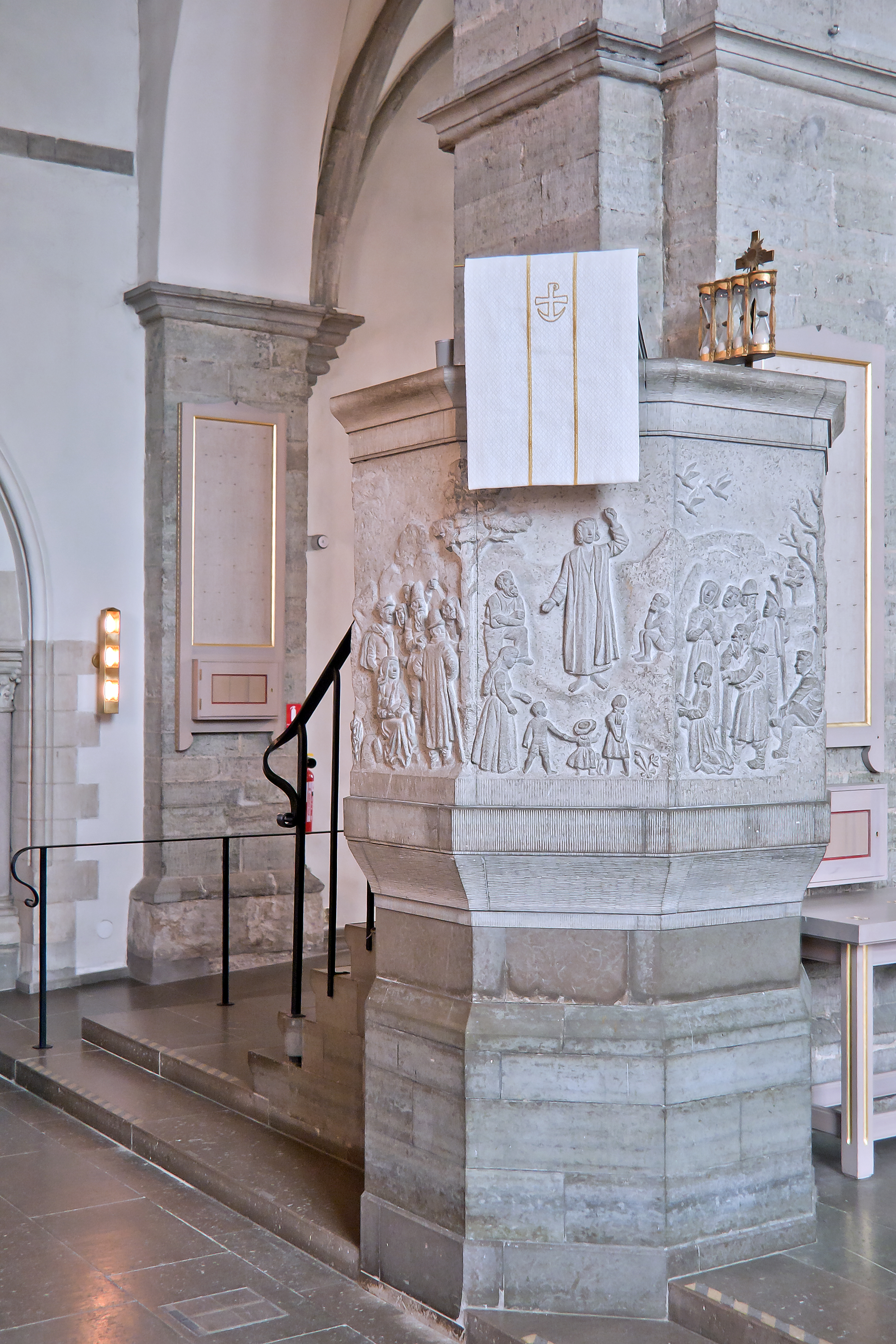
Predikstolen.
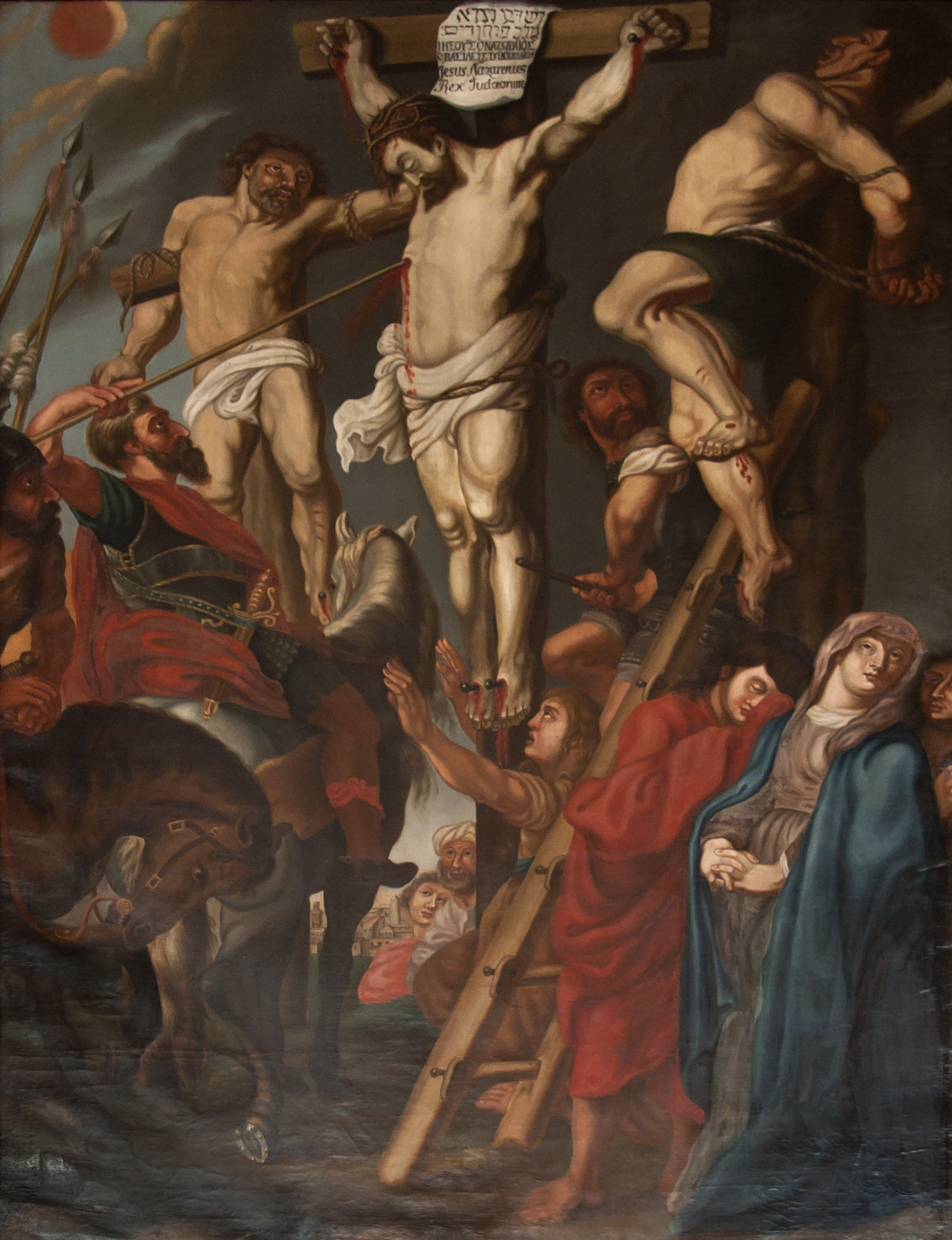
Kristus på korset av Pehr Zetterberg.
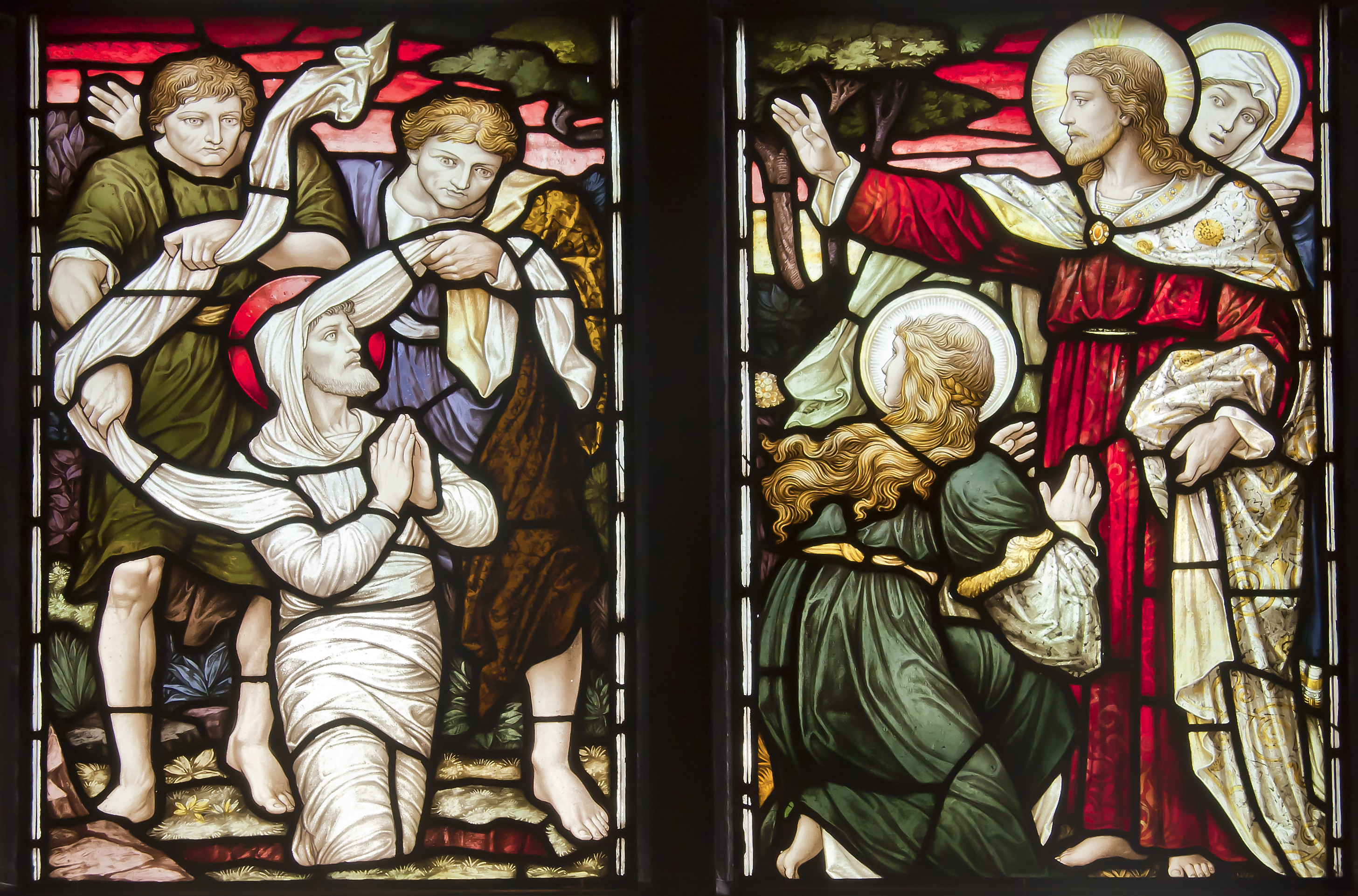
Del av ett av kyrkans fönster med bibelmotiv, i det här fallet återuppväckandet av Lasaros. Fler bilder av kyrkans fönster finns på Wikimedia Commons.
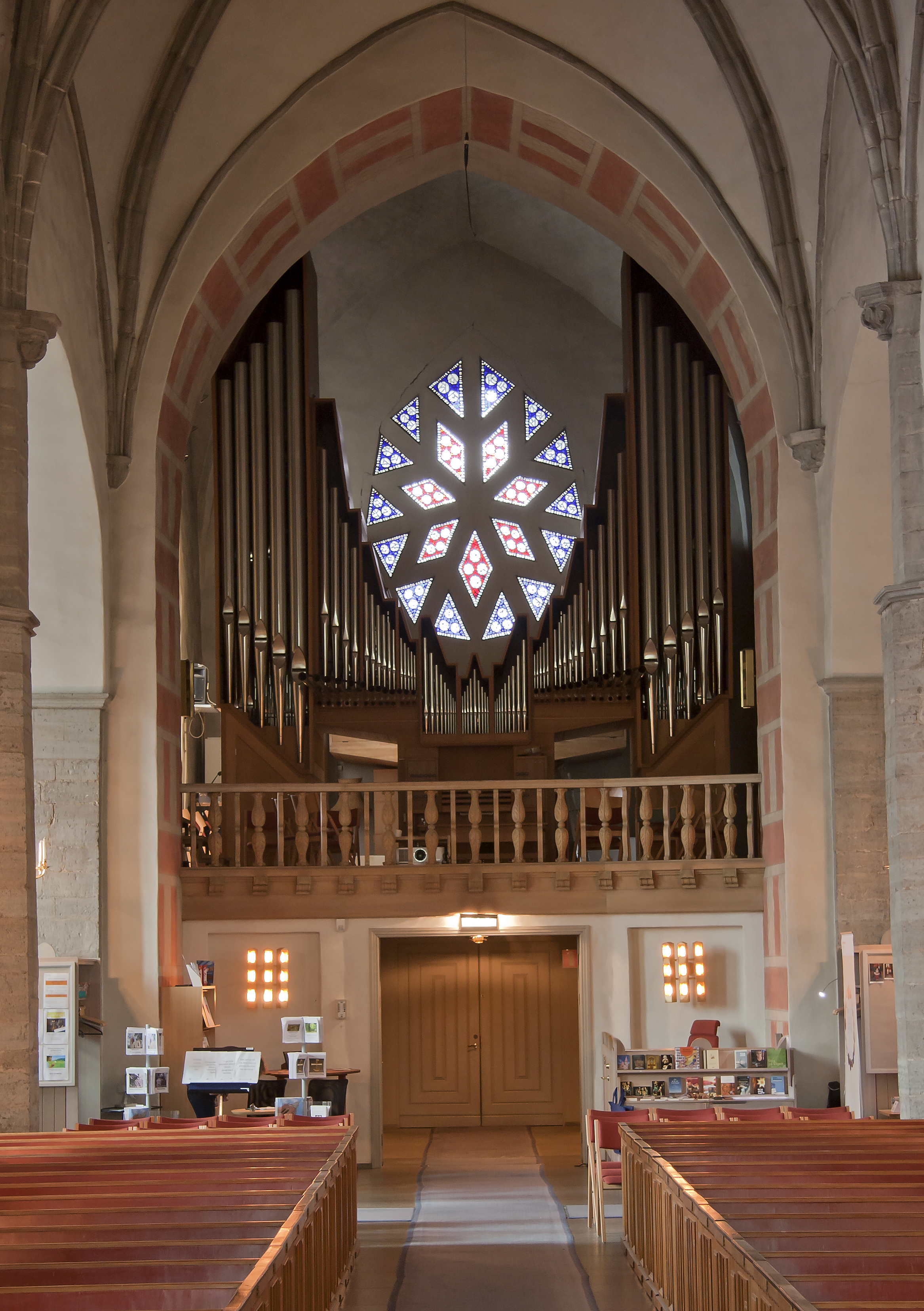
Orgelläktaren.

## Händelser i Nikolaikyrkan
- 1292 Ysar blev vald till biskop i Strängnäs stift efter Anund.
- 1333 kung Magnus Eriksson blev beviljad hälften av alla svenska kyrkors tionde.
- 1347 möte angående ny landslag, kallad Magnus Erikssons landslag
- 1436 begravdes Engelbrekt Engelbrektsson
- 1529 hölls Örebro koncilium, det första evangeliska kyrkomötet.
- 1531 hölls riksmöte i Örebro. Beslut om att betala skatt till Lübeck med kyrkklockor.
- 1540 hölls riksmöte i Örebro. Laurentius Andreæ och Olaus Petri anklagade för högförräderi. Vid samma riksdag beslöts att Sverige skulle vara ett arvrike.
- 1543 hölls rådsmöte i Örebro. Dackefejden stod på programmet.
- 1586 antogs Örebro artiklar, där prästerna i Hertig Karls hertigdöme antog en lokal kyrkoordning som reaktion på Johan III:s katoliserande tendenser. Örebro artiklar var ett inlägg i den så kallade Liturgiska striden.
- Följande riksdagar hölls i Örebro: Riksdagen år 1606, Riksdagen år 1608, Riksdagen år 1610, Riksdagen år 1614 och Riksdagen år 1617.
- Vid Riksdagen år 1810 valdes marskalk Jean Baptiste Bernadotte, senare kung Karl XIV Johan, till svensk tronföljare.
- Riksdagen år 1812, där Sverige, Ryssland och Storbritannien undertecknade Freden i Örebro.
- Ronnie Petersons begravning den 15 september 1978.[5]
- SVT:s julotta 2016[6]
- 2025, dagen efter skolskjutningen i Örebro, hölls en minnesgudstjänst. Svenska kungaparet och flera partiledare deltog, även deltagare från allmänheten var välkomna.[7]

### Webbkällor
- Nikolaikyrkan Örebro